# Doubravice (ort i Tjeckien, Södra Böhmen, lat 48,94, long 14,51)
Doubravice är en ort i Tjeckien.   Den ligger i regionen Södra Böhmen, i den södra delen av landet, 130 km söder om huvudstaden Prag. Doubravice ligger 488 meter över havet och antalet invånare är 204.
Terrängen runt Doubravice är platt.Runt Doubravice är det ganska tätbefolkat, med 62 invånare per kvadratkilometer. Närmaste större samhälle är České Budějovice, 5,0 km nordväst om Doubravice. Omgivningarna runt Doubravice är en mosaik av jordbruksmark och naturlig växtlighet.